# M86 (мина)
M86, полное название Pursuit-Deterrent Munition (PDB) M86 (англ. Сдерживающий преследование боеприпас модель 86) — американская выпрыгивающая противопехотная осколочная мина (по официальной классификации США — «сдерживающий боеприпас»).

## Классификация
В 1997 году рядом стран был подписан Оттавский договор, известный также как Конвенция о запрете противопехотных мин. Ряд стран, в том числе Китай, Россия и США, отказались подписывать и ратифицировать этот договор. Вместе с тем в США начали разработку специального противопехотного средства, которое не классифицировалось бы как противопехотная мина в случае подписания договора. Этим средством стала противопехотная осколочная мина (де-факто) M86, которая классифицировалась Министерством обороны как сдерживающий боеприпас.

## Устройство
Внешне эта мина представляет собой сегмент цилиндра с углом 73 градуса. Она состоит из следующих частей:
- корпус мины
- осколочный снаряд со взрывчатым веществом внутри
- оболочка снаряда с вышибным зарядом (пиротехническая жидкость)
- электронная схема и батарея
- устройство приведения в боевое положение: внешнее (в виде скобы с полукольцом) и внутреннее
- семь натяжных датчиков цели

## Принцип работы

### Приведение в боевое положение
Чтобы привести в боевое положение мину, необходимо снять предохранительную чеку с кольцом и скобу приведения в боевое положение. После этого разрушается закорачивающая планка и шарик, находящийся напротив электробатареи, разбивает стеклянную ампулу с электролитом, который активизирует батарею. Тем самым приводится в действие электронный механизм мины.
Спустя одну минуту детонатор мины соединяется с электронной схемой, и выбрасываются семь натяжных датчиков цели. Три или четыре нити разворачиваются на длину около 6 м в зависимости от расположения мины. Ещё спустя 10 секунд мина полностью приводится в боевое положение.

### Срабатывание
Мина срабатывает, если одна из нитей натягивается либо же меняется положение самой мины. Срабатывает включатель, замыкающий электронную цепь мины. Инициируется электродетонатор, который воспламеняет слой жидкого пиротехнического состава, окружающего снаряд шарообразной формы (состав скапливается в нижней части сферической полости). При воспламенении жидкости происходит взрыв, который разрушает корпус мины. Она взлетает на высоту до 2 м. В снаряде поджигается пороховой замедлитель, который взрывает снаряд через доли секунды.

### Обезвреживание
Мина может самоликвидироваться в случае, если за время работы не было зафиксировано натяжение растяжки или изменение положения самой мины. Самоликвидатор срабатывает в течение 4 часов с момента запуска мины (самое позднее — 4 часа 48 минут): после ликвидации мины никакой опасности для гражданского населения больше не будет существовать. Однако эксперты считают, что в сильный мороз (-12 °C) или сильную жару (+50 °C) самоликвидатор может не сработать.

## Оценки использования
Мину M86 можно отнести к так называемым «интеллектуальным» минам, которые обнаруживают противника на расстоянии и точечно поражают его, что считается своеобразным плюсом. Однако по мощности мина уступает многим пехотным ручным гранатам: мощность M86 составляет всего 28-29 грамм в тротиловом эквиваленте, в то время как, например, у советской гранаты Ф-1 мощность взрыва составляет до 60 грамм в тротиловом эквиваленте; к тому же тонкий корпус снаряда мины даёт мало осколков.